# 李姝妍
李姝姸（1988年9月13日—），于台北市出生。台湾女藝人，在偶像剧《終極一班》飾演黄安琪走红，做過電視節目主持人，擔任多家企業的廣告代言人，曾獲得NOVA首席SHOW GIRL冠軍。

## 電視劇
- 2005年 八大綜合台《終極一班》飾演 黃安琪
- 2008年 三立都會台《命中注定我爱你》飾演 Lily
- 2009年 大愛電視台《幸福的起點》飾演 賴玉如
- 2009年 三立台灣台《天下父母心》飾演 張玉琳
- 2009年 三立都會台《第二回合我爱你》飾演 陳怡君
- 2010年 東森幼幼台《萌學園2聖戰再起》飾演 笆妣
- 2013年 大愛電視台《明天更美麗》飾演 思薇
- 2013年 大愛電視台《愛在陽光下》飾演 許勤勤
- 2013年 大愛電視台《快樂總鋪師》飾演 程由
- 2013年 中視/TVBS歡樂台《飛越龍門客棧》飾演 莫玉晴
- 2014年 中天娛樂台《紅塵驛站》飾演 李惠瑩
- 2014年 大愛電視台《歡喜相逢》飾演 陳倩
- 2014年 台視《艋舺的女人》飾演 小芬
- 2014年 大愛電視台《月娘》飾演 阿琴
- 2015年 大愛電視台《萬里桂花香》飾演 秀桃
- 2015年 大愛電視台《阿燕》飾演 秀子
- 2015年 大愛電視台《家有滿子》飾演 林彩雲
- 2015年 華視《月嫂》飾演 楊怡婷
- 2016年 大愛電視台《車站人生》飾演 彭美君
- 2017年 台視《牡丹花開》飾演 美林
- 2017年 大愛電視台《竹南往事》飾演 阿霞
- 2018年 民視《實習醫師鬥格》飾演 吳欣欣
- 2023年 華視《莒光園地》保防教育單元劇-我不該飾演作戰官太太
- 2023年 華視《莒光園地》保防教育單元劇-窮途末路飾演保防官
- 2024年 大愛電視台《你好，我是誰2》飾演 年輕失智妻子
- 2025年 大愛電視台《我們六個》飾演 碧珠阿姨

## 電影
- 2012年《愛 LOVE》飾演 同事
- 2023年《速命道》飾演男童母親
- 2023年《車頂上的玄天上帝》飾演久松酒家媽媽桑
- 2024年《小子 KIDS》飾演年輕菊嫂

## 廣告
- 7-11關東煮女主角.北海道秋之味
- 華南銀行轉運COLOR晶片現金卡女主角
- 安寇左旋C女主角
- 肯德基五塊雞桶 第一集
- 肯德基五塊雞桶 第二集
- 肯德基桶餐完結篇
- 7-11漢堡大亨
- Friday's
- 泛亞電信
- 黑人牙膏
- 中華汽車
- 蕃薯藤
- 台灣固網
- 環保署減量包裝女主角
- 必勝客
- 2011孔廟公益廣告
- 怡富房地產廣告
- 泰山八寶粥
- HOLA 廣告-寢具達人篇
- 2015 每朝健康爽酷飲料廣告
- 2016桂格順暢奶粉 小學生篇
- 2016國泰世華Costco網路廣告
- 2019養命酒冬季電視廣告片
- 2023世田谷乳酸菌青汁
- 2023衛生福利部疾病管制署.流感疫苗廣告

飾演醫生
- 2023宏盛水悅建案廣告

## MV
- 2004年 黄立行-我是你的谁
- 2019年 四分衛阿山-走過意外的旅程

## 外部連結
- 李姝姸Stephanie LEE SHU YAN （页面存档备份，存于） :: 痞客邦PIXNET ::
- 李姝妍的Facebook專頁
- 李姝妍的新浪微博
- https://instagram.com/daily_tt945?igshid=YmMyMTA2M2Y= （页面存档备份，存于） 李姝妍的Instagram帳號